# Brightest Blue
Brightest Blue je čtvrté studiové album zpěvačky Ellie Goulding. Vyšlo 17. července 2020. Vydání alba, které bylo původně naplánováno na 5. června 2020 a později na 12. června, bylo zpožděno kvůli pandemii covidu-19. Jedná se o první album Ellie od alba Delirium vydaného v roce 2015. Album se skládá ze dvou částí. První část je stejnojmenná jako album a obsahuje 13 skladeb, druhá část se jmenuje EG.0 a obsahuje 5 skladeb v standardní edici a v digitální mezinárodní edici obsahuje ještě singl Sixteen.

## Propagace a tvorba alba
6. ledna 2017 Goulding oznámila, že již začala tvořit novou hudbu a možná pro její nové album. Upozornila, že se však může jednat o reedici předchozího alba "Delirium". Také přiznala, že je však tato reedice nepravděpodobná, protože Target verze alba již obsahuje velké množství skladeb. V dubnu téhož roku producent BloodPop odhalil na sociálních sítích, že pracoval ve studiu s Ellie. Téhož měsíce vydala spolupráci s Kygem s názvem "First Time". 3. ledna 2018 Ellie oznámila na Twitteru, že je zpátky ve studiu. Poté tweetovala #EG4 a #2018. Dne 19. října 2018 odstranila všechny své příspěvky na účtech jejích sociálních sítích (Twitter, Facebook a Instagram). Fanoušci začali věřit, že začíná nová éra a blíží se její nová hudba se čtvrtým albem. Dne 22. října oznámila píseň "Close to Me" s Diplem a Swaem Lee.
Začátkem roku 2019 řekla: „Je to hodně napsáno mnou.“ Dále diskutovala o třech nových písních: "Flux", "Love I'm Given" a "Electricity". V červenci 2019 uvedla, že jejím dalším materiálem, který má být propuštěn, budou písně "Woman, I Am" a "Start".
1. ledna 2020 prostřednictvím Twitteru oznámila nové informace o albu. Napsala: „EG4 // 2020.“ Dne 4. března sdílela video na sociálních sítích, které obsahuje pohyblivá červená slova „Ellie“ a „EG“ a zlatou rostlinu. Fanoušci okamžitě začali věřit, že Ellie se chystá vydat novou hudbu. Ellie potvrdila toto tvrzení další den a zároveň oznámila singl "Worry About Me". V rozhovoru v březnu oznámia že album se skládá ze dvou částí a dodává, že hraje na kytaru, bassovou kytaru a klavír na albu. Během vystoupení v The Late Late Show with James Corden řekla o albu, že v první části budou obsaženy písně napsané zcela od ní, zatímco druhou část označila jako "alter ego" a bude obsahovat většinu singlů vydaných v letech 2018 až 2020. 13. července 2020 vydala na Youtube oficiální trailer alba. K propagaci alba plánovala vydat se na turné "Brightest Blue Tour" se zahájením 28. dubna 2021, ale datum bylo posunuto na 5. října 2021 kvůli restrikcím spojeným s COVID-19 ve Spojeném království.

## Zveřejnění a singly
27. května 2020 oznámila název alba spolu s obalem alba, datem vydání a seznamem skladeb. Předobjednání alba začalo společně s oznámením. Vydání alba, které bylo původně naplánováno na 5. června 2020 a později na 12. června, bylo zpožděno kvůli pandemii covidu-19, proto album vyšlo až 17. července.

### Singly
24. října 2018 vydala píseň Close To Me s Diplem a Swaem Lee jako úvodní píseň k albu. Hudební videoklip vyšel 14. listopadu. 1. března vydala další singl Flux a 12. dubna singl Sixteen. 26. června 2019 vyšla píseň Hate Me s americkým rapperem Juice Wrld. Hudební videoklip vyšel 17. července 2019, tudíž přesně rok před vydáním alba. 13. března 2020 vydala singl Worry About Me, který byl vytvořen ve spolupráci s Blackbearem. 21. května vyšel singl Power a 30. června singl Slow Grenade s Lauvem.

## Seznam skladeb
Brightest Blue – Side A
| Pořadí | Název                       | Délka |
| ------ | --------------------------- | ----- |
| 1.     | Start feat. serpentwithfeet | 5:07  |
| 2.     | Power                       | 3:11  |
| 3.     | How Deep Is Too Deep        | 3:25  |
| 4.     | Cyan                        | 0:57  |
| 5.     | Love I'm Given              | 3:29  |
| 6.     | New Heights                 | 4:12  |
| 7.     | Ode to Myself               | 1:51  |
| 8.     | Woman                       | 3:47  |
| 9.     | Tides                       | 3:51  |
| 10.    | Vine Drunk                  | 0:48  |
| 11.    | Bleach                      | 3:17  |
| 12.    | Flux                        | 3:50  |
| 13.    | Brightest Blue              | 4:49  |

EG.0 – Side B
| Pořadí | Název                              | Délka |
| ------ | ---------------------------------- | ----- |
| 1.     | Overture                           | 1:17  |
| 2.     | Worry About Me feat. Blackbear     | 2:59  |
| 3.     | Slow Grande feat. Lauv             | 3:37  |
| 4.     | Close to Me feat. Diplo & Swae Lee | 3:02  |
| 5.     | Hate Me                            | 3:06  |

Digitální mezinárodní vydání
| Pořadí | Název   | Délka |
| ------ | ------- | ----- |
| 6.     | Sixteen | 3:21  |